# 高柳 (小惑星)
高柳（たかやなぎ、9080 Takayanagi）は、小惑星帯に位置する小惑星である。北海道の円舘金と渡辺和郎が発見した。
NHKで科学番組のプロデューサーや解説委員をしていた高柳雄一に因んで名付けられた。